# Остров Ягодник
О́стров Я́годник — населённый пункт в Приморском районе Архангельской области. Входит в состав Боброво-Лявленского сельского поселения.

## География
Населенный пункт находится в центральной части острова Ягодник в нижнем течении Северной Двины, на расстоянии 18 км (по прямой) к северо-западу от посёлка Боброво, центра сельского поселения.

### Климат
Климат умеренно-континентальный, морской с продолжительной зимой и коротким прохладным летом. Зима длинная (до 250 дней) и холодная, с температурой воздуха до —26 °С и сильными ветрами. Средняя температура января — 15 °С. Лето прохладное, средняя температура июля +16 градусов тепла. Осадков от 400 до 600 мм в год. В среднем за год около 27 % всех осадков выпадает в виде снега, 55 % — в виде дождя и 12 % приходится на мокрый снег и снег с дождем. Характерна частая смена воздушных масс, поступающих из Арктики и средних широт. Погода крайне неустойчива. Длина светового дня колеблется от 3 часов 30 минут (22 декабря) до 21 часа 40 минут (22 июня).

### Часовой пояс
Населённый пункт Остров Ягодник, как и вся Архангельская область, находится в часовой зоне МСК (московское время). Смещение применяемого времени относительно UTC составляет +3:00.

## Население
| 2002 | 2010 | 2012 |
| ---- | ---- | ---- |
| 6    | ↘2   | ↘0   |

### Национальный состав
Согласно результатам переписи 2002 года, в национальной структуре населения русские составляли 100 % из 4 чел.

## Инфраструктура
Инфраструктура в населённом пункте отсутствует.